# Pseudonchus deconincki
Pseudonchus deconincki is een rondwormensoort uit de familie van de Desmodoridae. De wetenschappelijke naam van de soort is voor het eerst geldig gepubliceerd in 1969 door Warwick.